# Tokkō (manga)
Pour les autres significations, voir Tokkō.
Tokkō (特公) est un seinen manga écrit et dessiné par Tōru Fujisawa. Il a été prépublié dans le magazine Afternoon, et a été compilé en un total de trois volumes. Le troisième volume, nommée Phantom Hunter est une histoire parallèle. La version française est licenciée par Pika Édition. L'histoire est plutôt sombre, tendant vers l'horreur, et graphiquement assez violente et sanglante.
Il a fait l'objet d'une adaptation en anime entre le 15 avril et le 29 juillet 2006 sur la chaine japonaise WOWOW. Il existe alors trois versions différentes de l'histoire : celle de la prépublication, celle de la publication en volumes (principalement un ré-ordonnancement des chapitres de la précédente) et celle de l'anime.
Une série dérivée nommée Tokkô Zero, écrite par Tōru Fujisawa et dessinée par Yukai Asada, est prépubliée depuis le 1er juillet 2013 dans le magazine Monthly Heros.

## Synopsis
Un jeune inspecteur de police de la section mobile d'investigation mobile (Tokki), Shindō, et sa sœur doivent faire face à leur passé. Victimes d'une catastrophe inexpliquée ayant emporté leurs parents, les deux jeunes adultes voient apparaître des monstres appelés Phantom surgissant des profondeurs et qui s'en prennent aux êtres humains. Ces cas sont secrets et gérés par la section Tokkō (Section spéciale de sécurité publique), composée d'inspecteurs d'âge semblable à nos 2 protagonistes et notamment d'une jeune femme qui hantait les rêves de Shindō. Celui-ci décide de venger ses parents morts dans le mystérieux accident de Machida et entre dans la Tokkō, après une épreuve d'intronisation particulière.
Le troisième tome, Phantom Hunter, se déroule parallèlement à Tokkō et raconte l'histoire d'Araragi Itsuto et de sa sœur, Mayu, que l'on peut découvrir à la fin du manga original, au moment où Shindō deviendra un sword cutter. Également survivants de l'incident de Machida, les Araragi diffèrent du reste de l'unité Tokkō, car ils se comportent en prédateurs de monstres. L'ingestion de ceux-ci leur permet en effet d'acquérir des capacités spéciales, indispensables pour se venger de l'assassinat de leurs parents par cette horde.

## Personnages
- Ranmaru Shindō (申道 蘭丸, Shindō Ranmaru?) : Inspecteur de la Tokki, survivant du désastre de Machida, il souhaite venger ses parents qui y ont laissé la vie. Il rève souvent de Sakura.
- Saya Shindō (申道 沙也, Shindō Saya?) : Sœur de Ranmaru, elle aide et accompagne son frère du mieux qu'elle peut dans sa quête.
- Sakura Rokujō (六条 サクラ, Rokujō Sakura?) : Inspectrice de la Tokkō, dont elle est l'un des plus puissants éléments.
- Kureha Suzuka (鈴鹿 紅葉, Suzuka Kureha?)
- Ryuko Ibuki (伊吹 涼子, Ibuki Ryuko?) : uniquement dans l'anime)
- Takeru Imekai (犬飼 武流, Imekai Takeru?)

## Inspiration historique
La Tokkō est une unité qui a vraiment existé. Créé au début du XXe siècle sous l'ère Meiji, elle traquait les dissidents, à mi-chemin entre la police politique, les services secrets et une police de la pensée qui aurait pu inspirer George Orwell[réf. nécessaire]. Devenue l'un des rouages essentiels du régime shōwa, elle fut démantelée par le Commandant suprême des forces alliées après la Seconde Guerre mondiale.
Si l'on peut voir un lien dans le goût du secret et pour une petite part dans le fait de contrôler ce que sait le public, la Tokkō de l'anime n'a toutefois que peu de rapport avec la police historique.

## Manga

### Fiche technique
- Édition japonaise : Kōdansha
  - Nombre de volumes sortis : 2 + 1 pour Tokkō Phantom Hunter, une histoire parallèle.
  - Date de première publication : février 2004
  - Prépublication : Afternoon
- Édition française : Pika Édition
  - Nombre de volumes sortis : 2 + 1
  - Date de première publication : novembre 2007

### Liste des volumes
| no | Japonais       | Japonais      | Français         | Français          |
| no | Date de sortie | ISBN          | Date de sortie   | ISBN              |
| --- | -------------- | ------------- | ---------------- | ----------------- |
| 1 | 6 février 2004 | 4-06-334801-6 | 14 novembre 2007 | 978-2-84599-792-9 |
| Liste des chapitres : - Épisode 0 : La colère, l'avidité et la folie - Épisode 1 : Thou art the... - Épisode 2 : Ces ombres dans nos bières - Épisode 3 : Dans le sillage du mal |                |               |                  |                   |
| 2 | 6 février 2004 | 4-06-334837-7 | 6 février 2008   | 978-2-84599-831-5 |
| Liste des chapitres : - Épisode 4 : Les larmes tristes du destin - Épisode 5 : La porte du cimetière - Épisode 6 : La bête est sauvée                                            |                |               |                  |                   |
| 3 | 23 juin 2004   | 4-06-334875-X | 23 avril 2008    | 978-2-84599-855-1 |
| Liste des chapitres : - Épisode 1 : On mord ! - Épisode 2 : Fusion ultime - Épisode 3 : Mal grandissant - Bonus - Épisode supplémentaire : Une présence bienveillante            |                |               |                  |                   |

## Anime
L'adaptation en anime comporte 13 épisodes de 25 minutes, diffusés du 15 avril au 29 juillet 2006 sur WOWOW. Il est réalisé par Masashi Abe, sur un scénario de Mitsuhiro Yamada, aidé par le character designer Koji Watanabe et le studio AIC Spirits.
Le premier épisode de Tokkō a été diffusé 2 fois au Festival de Cannes.

### Épisodes
| No | Titre français                        | Titre japonais               | Titre japonais                | Date de 1re diffusion |
| No | Titre français                        | Kanji                        | Rōmaji                        | Date de 1re diffusion |
| -- | ------------------------------------- | ---------------------------- | ----------------------------- | --------------------- |
| 1  | Aube, Réveil                          | 暁 awakening                 | Akatsuki awakening            | 15 avril 2006         |
| 2  | Rêve, Une fille apparaît              | 夢 a girl appears            | Yume a girl appears           | 22 avril 2006         |
| 3  | Attaches, Des moments seraient perdus | 絆 moments would be lost     | Kizuna moments would be lost  | 29 avril 2006         |
| 4  | Présage, Corps dans le laboratoire    | 兆 corpses in the laboratory | Chō corpses in the laboratory | 13 mai 2006           |
| 5  | Démon, Un père tout seul              | 鬼 a father all alone        | Oni a father all alone        | 20 mai 2006           |
| 6  | Tristesse, Qui a tué mon frère ?      | 哀 who kills my brother      | Ai who kills my brother       | 27 mai 2006           |
| 7  | Amour, Un coup de téléphone           | 恋 a telephone call          | Koi a telephone call          | 17 juin 2006          |
| 8  | Éveillé, L'heure de se quitter        | 醒 time to say goodbye       | Sei time to say goodbye       | 24 juin 2006          |
| 9  | Froid, Nés pour exister               | 凛 we were born to be        | Rin we were born to be        | 1er juillet 2006      |
| 10 | Tremblement, Peu importe              | 揺 never mind                | Yuri never mind               | 8 juillet 2006        |
| 11 | Prison, Pas de femme, pas de pleure   | 獄 no woman, no cry          | Goku no woman, no cry         | 15 juillet 2006       |
| 12 | Fureur, Si ce n'est pas de l'amour    | 怒 if not in love            | Ikari if not in love          | 22 juillet 2006       |
| 13 | Sombre, Ensemble pour toujours        | 黎 remain tender together    | Rei remain tender together    | 29 juillet 2006       |

### Différences avec le manga
Contrairement au manga, Ranmaru reste longtemps à la Tokki. Il y enquête sous les ordres dictatoriaux de son chef qui souhaite mettre à jour le secret, en dépit des avertissements de Tokkō.
Il est très rapidement beaucoup plus proche de Sakura, malgré le fait qu'ils ne travaillent pas ensemble. Ils évoquent des souvenirs d'enfance et elle le sauve plusieurs fois.
Il semblerait que l'anime présente également des éléments du manga Tokkō Phantom Hunter, notamment Araragi Itsuto et sa sœur Mayu.

### Musiques
- Opening: Nothing, chanté par dB
- Ending: Sherry, chanté par dB

### Doublage
- Fumiko Orikasa : Sakura Rokujō
- Kenichi Suzumura : Ranmaru Shindō
- Akemi Kanda : Saya Shindō
- Hiroshi Tsuchida: Shogo Muramasa
- Kana Ueda : Suzuka Kureha
- Rio Natsuki : Ryoko Ibuki
- Wataru Takagi : Kaoru Kunikida